# Катастрофа Як-42 под Салониками
Катастрофа Як-42 под Салониками — крупная авиационная катастрофа, произошедшая в среду 17 декабря 1997 года. Авиалайнер Як-42 авиакомпании Аэросвит (был арендован у Львовских авиалиний) выполнял международный пассажирский рейс 241 по маршруту Киев — Одесса — Салоники (первая часть маршрута совершалась на Boeing 737), но при посадке в Салониках врезался в гору Пенте-Пигадия в 72 км от аэропорта Македония. Погибли все находившиеся на его борту 70 человек — 62 пассажира и 8 членов экипажа.

## Самолёт
Як-42 с бортовым номером 42334 (заводской — 4520422606164, серийный — 07-02) был выпущен Саратовским авиазаводом в 1986 году и передан Министерству гражданской авиации, которое 11 июня направило самолёт в Львовский авиаотряд Украинского управления гражданской авиации. Его три турбореактивных двигателя были модели Д-36. После распада СССР борт 42334 перешёл к новообразованной компании Львовские авиалинии, которая в 1996 году сдавала его в лизинг Moldavian Airlines, а с марта по август 1997 года — Tiger Air. Всего на момент катастрофы авиалайнер имел в общей сложности 12 008 часов налёта, 6836 посадок.

## Предшествующие обстоятельства
Рейс 241 компании Аэросвит выполнялся самолётом Boeing 737 по маршруту Киев — Одесса — Салоники. Но на промежуточной посадке в Одессе была обнаружена неисправность двигателя, что исключало его дальнейший полёт. Авиакомпания не смогла заменить неисправный Боинг на другой собственный, поэтому была вынуждена заключить договор с другой авиакомпанией на аренду у неё самолёта, чтобы завершить рейс 241. Этой авиакомпанией стали Львовские авиалинии, а самолётом — Як-42 борт UR-42334. Экипаж перегонял самолёт из Львова и в 15:23 приземлился в Одесском аэропорту. После перегрузки пассажиров и багажа, в 17:23 авиалайнер вылетел из Одессы. На его борту находились 8 членов экипажа и 62 пассажира, включая 5 детей.
| Страна   | Пассажиры | Экипаж | Всего |
| -------- | --------- | ------ | ----- |
| Греция   | 34        | 0      | 34    |
| Россия   | 0         | 3      | 3     |
| Украина  | 25        | 5      | 30    |
| Польша   | 2         | 0      | 2     |
| Германия | 1         | 0      | 1     |
| Итого    | 61        | 8      | 69    |

## Катастрофа
Самолёт подходил к Салоникам ночью, к тому же небо было затянуто облаками, но погодные условия были выше метеорологического минимума аэропорта. Заход на посадку на ВПП 16 осуществлялся по приборам по установленной схеме. Экипаж сильно уклонился от схемы захода, даже не заметив этого, и прошёл над аэропортом на большой высоте, о чём их предупредил диспетчер. В связи с этим, экипажу было дано указание уходить на второй круг, для чего выполнить правый разворот с набором высоты и на высоте 1800 метров выйти на радиомаяк аэропорта. Экипаж подтвердил получение информации, но не выполнил указание, так как после первого неудачного захода на посадку был ещё в замешательстве. В результате пилоты потеряли пространственную ориентацию, но не доложили об этом диспетчеру. В самом аэропорту отсутствовал радиолокатор, поэтому диспетчер не знал истинного положения авиалайнера и что тот направляется на запад-юго-запад к горам.
Вскоре в кабине раздался сигнал опасного сближения с землёй, но экипаж не стал набирать высоту. В 19:13 на высоте 1050 метров в 69—72 километрах юго-западнее аэропорта Як-42 врезался в склон горы Пенте-Пигадия и полностью разрушился.
Поисковая группа была сформирована сразу после исчезновения самолёта. Однако поискам серьёзно мешала погода. Также в процессе поисков разбился C-130 греческих ВВС, в результате чего погиб экипаж из 5 человек. Лишь 20 декабря обломки Як-42 были обнаружены, при этом не нашли ни одного выжившего. Все 70 человек на борту погибли. Среди погибших была и мать жены известного футболиста Олега Протасова.

## Причины
По заключению расследующей катастрофу комиссии, к происшествию привело сочетание нескольких причин:
- Неверное выполнение экипажем схемы захода на посадку и схемы ухода на второй круг;
- Экипаж не использовал полностью радионавигационные средства и оборудование самолёта для определения местоположения;
- О потере ориентировки не было доложено диспетчеру
- Когда за 30 секунд до столкновения с горой сработала система опасного сближения с землёй, командир не начал немедленно набирать высоту;
- Отсутствовало взаимодействие между членами лётного экипажа (нарушение CRM), что привело к замешательству в кабине;
- Экипаж не был достаточно подготовлен и квалифицирован для выполнения данного полёта;

Также катастрофе способствовало то, что на схеме захода на посадку на ВПП 16 был неточно изображён радиолокатор, который к тому же был военным. Есть вероятность того, что это привело к созданию у экипажа ложного мнения, что в аэропорту есть радиолокационное обслуживание.

## Последствия
6 октября 2000 года был начат судебный процесс над авиадиспетчерами Салоникского аэропорта, которые обвинялись по нескольким пунктам, включая непредумышленное убийство и нарушение правил работы. В результате оба они были приговорены к пяти годам лишения свободы. В декабре 2002 года апелляционный суд Салоник после пересмотра дел сократил срок заключения авиадиспетчеров до 4 лет и 4 месяцев каждому.